# Lene Tendenes
Lene Tendenes, född 27 mars 1999 i Stavanger, är en norsk ishockeyspelare från Rennesøy i Stavanger och har tidigare spelat för Stavanger Hockey och Stavanger Oilers. 
Lene Tendenes anses vara en av Norges bästa kvinnliga ishockeyspelare. Hon debuterade för Stavanger A-laget kvinnor som 15-årig och som 16-årig flyttade hon till Sverige och skrev på för Linköping HC Dam. 